# Venus van Monpazier
De Venus van Monpazier is een venusbeeldje uit het Gravettien (tussen 28.000 en 22.000 jaar geleden) dat werd opgegraven in de Franse gemeente Monpazier in het zuiden van de Dordogne. Het beeldje wordt bewaard in het Nationaal Archeologisch Museum in Saint-Germain-en-Laye.

## Beschrijving
Het beeld uit limoniet is 5,5 cm hoog en stelt een vrouwenfiguur voor. Het hoofd is relatief klein en enkel de oogholten zijn uitgebeeld. De figuur heeft geen armen en de benen zijn relatief kort. Uitzonderlijk is dat de voeten zijn weergegeven. De romp is smal met hangende borsten en een opvallend grote en lage buik. De verwijde vulva is erg groot maar anatomisch correct afgebeeld. Het achterwerk steekt uit waarbij, net zoals bij de borsten, gebruik werd gemaakt van de oorspronkelijke vorm van de gebeeldhouwde steen. De buik en vulva kunnen er op wijzen dat het beeld een pas bevallen vrouw voorstelt.
In de groeven werden sporen van een rode kleurstof gevonden. Dit wijst erop dat het beeld oorspronkelijk rood was geverfd.

## Vindplaats
Het beeld werd in 1970 opgegraven in een veld door Elysée Cérou. Nabij het beeld werden werktuigen in vuursteen uit het Gravettien gevonden.